# Valódi örvényférgek
A  valódi örvényférgek (Rhabditophora) az ősszájúak (Protostomia) közé sorolt spirálisan barázdálódó állatok (Spiralia) Rouphozoa kládjában a laposférgek (Platyhelminthes) törzsébe sorolt örvényférgek (Turbellaria) egyik osztálya.
Ebbe a csoportba tartozik az örvényférgek több mint 97 %-a.

## Származásuk, elterjedésük
Testvércsoportjuk a lánctelepes féregszerűek (Catenulida) rendje. Ebből a taxonból származtatják le a módosult kültakarójú laposférgeket (Neodermata), amelyeket taxonómiailag helytelenül, praktikus megfontolásból a laposférgek (Platyhelminthes) önálló altörzseként tartunk számon.

## Megjelenésük, felépítésük
Ősi alakjaik mindössze néhány mm-esek; a későbbi változatok némelyike ennél nagyobb. Testük megnyúlt. Hámsejtjeiken 2-nél több (sok) csillót viselnek. A hámsejtek között és gyakran magukban a hámsejtekben is megtalálható nyálkapálcák (rhabditok, a görög rhabdos, azaz ‛pálca’ és -phoros, azaz ‛hord(oz)ó’ szavakból) tárolják speciális mirigyekben termelt ragacsos, mérgező és kilövellhető nyálkát. Ez nemcsak zsákmányszerzésre szolgál, de védekezésre is, amennyiben a mérgező nyálka testük felületét is beborítja.
Egyesek taxonok (pl. Proseriata) kültakarójából a rhabditok másodlagosan hiányoznak. Testvégükön található az úgynevezett kettős mirigyes tapadószerv. Olyan taxonok is vannak. Olyan taxonok is vannak (pl. Prolecithophora), amelyekből ez a szerv hiányzik másodlagosan.
A bazális csoportoknak (tehát Macrostomorpha kivételével) összetett garatjuk (pharynx compositus) van. Béledényrendszerük rendszerint jól fejlett.
Elővesécskéik (protonefrídium) párosak.
Ivarmirigyeik (a gonádok) jól körülhatároltak, zsák alakúak; kivezetésük (kivezetéseik) rendszerint a hasukon nyílik (nyílnak). Hímivarsejtjeik lehetnek ostor nélküliek (Macrostomorpha), de a többség kétostoros.
Garatjukat vastag ideggyűrű veszi körül. Elülső testvégükön az Acoelomorpha tagjaihoz hasonlóan mirigysejtekből és csillós érzéksejtekből álló ún. frontális szerv foglal helyet. Helyzetérzékelő szervük (sztatociszta) csak kivételesen van (pl. Proseriata), pigmentált kehelyszemei azonban sok fajnak vannak. Többnyire két kehelyszemük van — ha több, akkor a többlet vagy a fej két oldalán, hátrafelé haladó sorban helyezkedik el, vagy a hátoldalon szétszórva. Egyeseknél (pl. Prorhynchida, Tricladida) fejének két oldalán mechano- és kemoreceptorokat hordozó tapogatók (auricula) nőnek.

## Rendszertani felosztásuk
A taxon felosztása meglehetősen bizonytalan és ellentmondásos. Velasquez et al. (2018)  tizenhárom rendet különböztet meg:
- Bothrioplanida
- galandférgek (Cestoda)
- tetűörvényférgek (Fecampiida)
- Gnosonesimida
- csáklyásférgek (Monogenea)
- ágasbelű örvényféregalakúak (Polycladida)
- Prolecithophora
- Prorhynchida
- Proseriata
- egyenesbelű örvényféregalakúak (Rhabdocoela)
- valódi mételyek (közvetett fejlődésű mételyek, mételyférgek,[2] illetve egyszerűen mételyek, Trematoda)
- hármasbelű örvényféregalakúak (Tricladida)

Más rendszerekben feltűnik a horgasférgek (Cercomeromorpha) rendje is.
Kladisztikailag helytelenül, praktikus szempontok alapján a laposférgek önálló altörzseként, módosult kültakarójú laposférgek (Neodermata) néven (némileg eltérő hierarchiával) tárgyaljuk ezek közül a
- a  galandférgeket (Cestoda),
- a horgasférgek (Cercomeromorpha)

- a csáklyásférgeket (Monogenea) és

- a valódi mételyeket (Trematoda).